# Моначилиони
Моначилиони (итал. Monacilioni) је насеље у Италији у округу Кампобасо, региону Молизе.
Према процени из 2011. у насељу је живело 437 становника. Насеље се налази на надморској висини од 600 м.

## Становништво
| 1936. | 1951. | 1961. | 1971. | 1981. | 1991. | 2001. | 2011. |
| ----- | ----- | ----- | ----- | ----- | ----- | ----- | ----- |
| 1.929 | 2.027 | 1.633 | 980   | 830   | 772   | 680   | 553   |